# Katie Fforde
Pour les articles homonymes, voir Fforde.
Katie Fforde, née Catherine Rose Gordon-Cumming le 27 septembre 1952 à Wimbledon (Londres), est une romancière britannique.
Publiés depuis 1995, ses romans d'amour se déroulent dans l'Angleterre moderne.

## Biographie
Catherine Rose Gordon-Cumming naît le 27 septembre 1952 à Wimbledon (Londres), et est fille de Shirley Barbara Laub et de Michael Willoughby Gordon-Cumming. Son grand-père est Sir William Gordon-Cumming. Sa sœur est l'auteure Jane Gordon-Cumming.
Katie Fforde est la fondatrice de la bourse Katie Fforde (Katie Fforde Bursary) pour les écrivains qui n'ont pas encore obtenu de contrat d'édition. Elle est pendant de nombreuses années membre du comité de l'Association des romanciers romantiques et est élue son vingt-cinquième directeur (2009-2011) et plus tard son quatrième président. En juin 2010, elle est annoncée comme marraine de la première National Short Story Week du Royaume-Uni. En 2016, elle lance le Stroud Contemporary Fiction Writing Competition dans le cadre du premier Stroud Book Festival.
Katie Fforde vit près de Stroud, Gloucestershire depuis plus de vingt ans.

### Romans
- Living Dangerously (1995)
- The Rose Revived (1995)
- Wild Designs (1996)
- Stately Pursuits (1997)
- Life Skills (1999)
- Thyme Out (2000) aka Second Thyme Around
- Artistic Licence (2001)
- Highland Fling (2002)
- Paradise Fields (2003)
- Restoring Grace (2004)
- Flora's Lot (2005) a.k.a. Bidding for Love
- Practically Perfect (2006)
- Going Dutch (2007)
- Wedding Season (2008)
- Love Letters (en) (2009)
- A Perfect Proposal (2010)
- Summer of Love (2011)
- The Undercover Cook (2012)
- Recipe for Love (2012)
- Best of Romance (2012)
- Staying Away at Christmas (2012)
- A French Affair (2013)
- The Perfect Match (2014)
- A Vintage Wedding (2015)
- Christmas like in a Picture Book (2016)
- A Summer at Sea (2016)
- Candlelight at Christmas (2016)
- Winter Collection (2016)
- Meeting for Christmas (2016)
- Christmas in the Distance (2016)
- Christmas by the Fire (2016)
- A Secret Garden (2017)
- A Summer by the Sea: can you be a girlfriend on vacation? (2017)
- A Country Escape (2018)
- A Summer by the Sea (2018)
- A Garden full of Flowers (2018)
- A Rose Petal Summer (2019)
- The Cottage (2019)
- Country House with Views / A Love in the Highlands (2019)
- Christmas Magic in the Cabin (2019)
- A Springtime Affair (2020)
- A Wedding in the Country (2021)
- A Wedding in Provence (2022)

## Anthologies
- Loves Me, Loves Me Not (2009)
- A Christmas Feast and Other Stories (2014)
- The Christmas Stocking and Other Stories (2017)

## Filmographie
Les romans de Fforde ont été adaptés en une série de téléfilms allemands. Contrairement aux romans, les téléfilms sont tournés dans le nord-est des États-Unis.
- Katie Fforde: Die Treue-Testerin - Spezialauftrag Liebe (2008)
- Un amour de filature (Katie Fforde: Eine Liebe in den Highlands, 2010)
- La Maison du cœur (Katie Fforde: Festtagsstimmung, 2010)
- Katie Fforde: Glücksboten (2010)
- Katie Fforde: Harriets Traum (2011)
- Katie Fforde: Zum Teufel mit David (2011)
- Katie Fforde: Diagnosis Love (2012)
- Katie Fforde: Lighthouse with a Wiev (2012)
- Katie Fforde: Jump into Happiness (de) (2012)
- Katie Fforde: Part of You (2012)
- Katie Fforde: Summer of Truth (cs) (2012)
- Katie Fforde: An Expensive Fling (2013)
- Katie Fforde: By Your Side (de) (2014)
- Katie Fforde: The See in You (2014)
- Katie Fforde: Like Fire and Ice (2014)
- Katie Fforde: Geschenkte Jahre (2014)
- Katie Fforde: Love in New York (2014)
- Katie Fforde: Martha Dances (2014)
- Katie Fforde: Forget Me Not (2015)
- Katie Fforde: Back to the Sea (2015)
- Katie Fforde: The Child I Long For (2015)
- Katie Fforde: A Christmas Miracle in New York (2015)
- Katie Fforde: Why Did I Say Yes? (2016)
- Katie Fforde: Die Frau an seiner Seite (2016)
- Katie Fforde: The Silence of Men (2016)
- Katie Fforde: Summer of Witches (2016)
- Katie Fforde: You and Me (de) (2016)
- Katie Fforde: My son and his fathers (2016)
- Katie Fforde: Dancing on Broadway (de) (2016)
- Katie Fforde: Bella's Luck (2016)
- Katie Fforde: Matter of the Heart (2017)
- Katie Fforde: My Crazy Family (2017)
- Katie Fforde: Brother's Keeper (2017)
- Katie Fforde: Mom at Home Alone (2018)
- Katie Fforde: Pretty Best Friends (2018)
- Katie Fforde: Family on Probation (it) (2018)
- Katie Fforde: A Friend in Need (2018)
- Katie Fforde: Room with an Ocean View (2018)
- Katie Fforde: Kissed Awake (2019)
- Katie Fforde: The Other Woman's Child (2019)